# Cassis tuberosa
El casco real o quinconte (Cassis tuberosa) es una especie de caracol marino de la familia Cassidae, que se encuentra en el océano Atlántico, desde Carolina del Norte hasta Brasil y Cabo Verde, incluidos en mar Caribe y las Antillas.

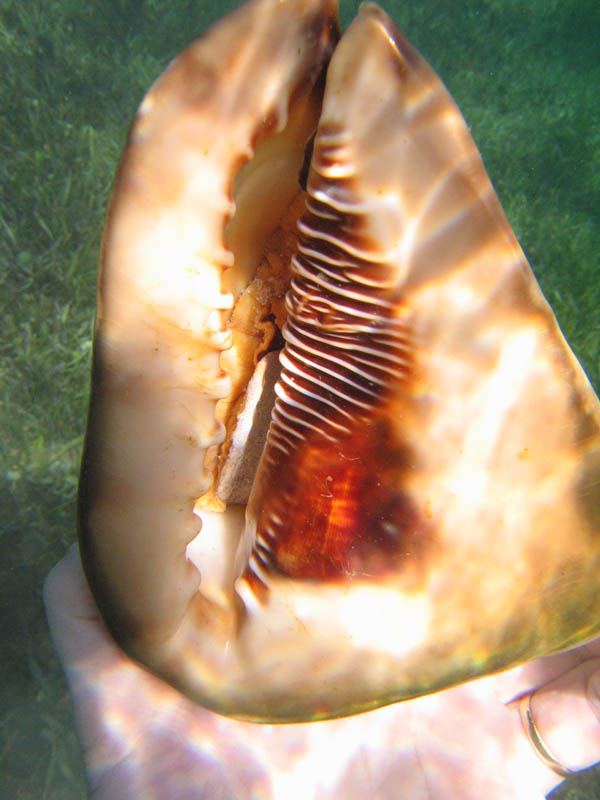
Bottom side

## Descripción
Concha grande y pesada, de hasta 301 mm de longitud. Presenta escudo parietal triangular, amplio de color marrón anaranjado a rosado salmón con una mancha color marrón oscuro en el centro; dientes del labio externo color marfil y manchas marrón oscuro entre ellos; el último giro tiene tres hileras espirales de nudos y ornamentación reticular fina.

## Hábitat
Vive sobre fondos de arena, a veces semienterrada, cerca de praderas de Thalassia''. Se ha encontrado desde el nivel del mar hasta los 27 m de profundidad.

## Alimentación
Es carnívoro.

## Pesca
Es capturado a mano, mediante buceo y por barcos pesqueros, para la alimentación humana. La concha se vende como objeto ornamental y para la fabricación de camafeos.